# Konrad av Masovien
Konrad av Masovien, död 1247, var hertig av Masovien.
Konrad var son till storhertigen Kasimir II av Polen och Helen av Mähren. Efter faderns död 1194 uppfostrades han av modern. Tillsammans med sin bror Leszek I den vite besegrade han Roman av Kievs arme i närheten av staden Sandomir. 1206 blev han regerande hertig i Masovien, och försökte 1209 besegra Pruserna, men misslyckades. Han gjorde nya försök 1219 och 1222, men alla försök var misslyckade. Tillsammans med biskopen Christian instiftade han 1222 Dobrin-riddarnas orden. Orden kom dock att få ganska svårt att uträtta något, och 1225 inbjöd han istället Tyska orden att hjälpa till i kampen mot Pruserna.